# Retrato da Artista (Cassatt)
Retrato da Artista é um autorretrato realizado pela pintora americana Mary Cassatt. Ele foi pintado em Paris em 1878, e depois de Edgar Degas ter convidado a artista para expor com os impressionistas. O quadro está conservado na coleção do Museu Metropolitano de Arte de Nova York.

## História e Descrição
A pintura é uma aquarela feita em guache sobre papel. Cassatt assinou seu trabalho, um de seus dois únicos autorretratos conhecidos, no canto inferior esquerdo, em guache azul. A influência impressionista é nítida, com cores contrastantes, postura assimétrica ousada e descontraída da figura.
Louisine Havemeyer, que Cassatt conheceu em Paris em 1874, adquiriu esta obra em 1879. Havemeyer se tornaria a grande amiga e patrona americana de Cassatt, que doou grande parte de sua coleção ao Museu Metropolitano de Arte.